# Brocchinia serrata
Brocchinia serrata är en gräsväxtart som beskrevs av Lyman Bradford Smith. Brocchinia serrata ingår i släktet Brocchinia och familjen Bromeliaceae. Inga underarter finns listade i Catalogue of Life.